# GW ATP
GW ATP (Automatic Train Protection) ist ein automatisches Zugbeeinflussungssystem, das im Vereinigten Königreich auf den Great-Western-Strecken (GW) zwischen London (Paddington), Bristol Temple Meads, Bristol Parkway und Newbury eingesetzt wird. Es basiert auf ähnlicher Hardware wie das belgische TBL-System, allerdings gibt es einige technische und betriebliche Unterschiede. Das System besteht aus einer streckenseitigen Balise an jedem Signal und einem Fahrzeuggerät.
Das System ist nur für Züge relevant, die mit Geschwindigkeiten von mehr als 160 km/h schnell fahren. Das System bietet folgende Kernfunktionen:
- Vollautomatische Zugbeeinflussung für Züge, die entsprechend ausgerüstet sind und auf entsprechend ausgerüsteter Infrastruktur fahren
- Überwachung der Fahrzeughöchstgeschwindigkeit und Wegrollsicherung für Züge, die entsprechend ausgerüstet sind und auf nicht ausgerüsteter Infrastruktur fahren

Daten von der Strecke werden durch Balisen an den Signalen übertragen. Gegebenenfalls werden Infill-Schleifen zur Verbesserung der betrieblichen Leistung eingesetzt.

## Haupteigenschaften
Datenübertragung an die Züge:
- 100 kHz ± 10 kHz Frequenzmodulation (FSK)
- 25 kbit/s
- 99 Nutzbits pro Telegramm

Zugeigenschaften wie z. B. Grundbremsarten, Höchstgeschwindigkeit werden über einen vorprogrammierten Parameterstecker eingestellt, der in das Fahrzeuggerät eingesteckt wird. Änderungen der Zugkonfiguration und Bremsverfügbarkeit können vom Triebfahrzeugführer bei Fahrtbeginn eingestellt werden.
Dem Triebfahrzeugführer werden angezeigt:
- Maximale sichere Geschwindigkeit
- Zielgeschwindigkeit
- Erwarteter Status des nächsten Signals in Fahrtrichtung
- Vorhandensein einer notfallbedingten Langsamfahrstelle
- Störungsanzeigen
- Wegrollen
- Interventionsaktivierung
- Rangierbetrieb
- Haltsignal-Überfahrtmodus
- Überfahren von haltzeigenden Signalen
- Überfahren von Ersatzsignalen (erlaubte Fahrt auf eine besetzte Strecke)

Akustisch wird gemeldet:
- Kurzer Hinweiston bei jeder Änderung der optischen Anzeigen
- Dauerwarnton beim Überschreiten der sicheren Geschwindigkeit, bei Vorhandensein einer notfallbedingten Langsamfahrstelle, beim Überfahren eines Halt zeigenden Signals, bei Erkennung des Wegrollens oder Feststellung einer Systemstörung

Der Führerstand ist mit folgenden Bedienelementen ausgerüstet:
- Tasten und Anzeigen
- Bestätigungstaste zur Wiedererlangung der Kontrolle nach einer Systemintervention
- Aktivierungstaste für Rangierbetrieb
- Taste zum Überfahren von Halt zeigenden Signalen mit Genehmigung
- Trennschalter

Überwacht werden:
- Maximale sichere Geschwindigkeit (Streckengeschwindigkeit und ortsfeste Langsamfahrstellen)
- Vorübergehende Langsamfahrstellen
- Haltepunkt
- Dynamisches Bremsprofil
- Bewegungsrichtung (einschließlich Wegrollüberwachung)

Das System löst eine volle Betriebsbremsung aus bei:
- Überschreiten der angezeigten maximalen sicheren Geschwindigkeit um einen festgelegten Wert, wenn der Triebfahrzeugführer nicht auf den Warnton reagiert
- Vorhandensein einer notfallbedingten Langsamfahrstelle
- Auftreten einer behebbaren Systemstörung, z. B. Ausbleiben der erwarteten Daten von einer streckenseitigen Balise.

Das ATP-System initiiert in folgenden Fällen eine Notbremsung:
- Der Zug passiert ein Signal, so dass eine Gefahrensituation entsteht (der Zug wird zum Halten gebracht, anschließend kann der Triebfahrzeugführer unter partieller Überwachung 3 Minuten lang oder bis zum Passieren der nächsten Balise mit maximal 32 km/h weiterfahren)
- Wegrollen (d. h. bei einer Bewegung von mehr als 10 m oder mit mehr als 8 km/h in einer Richtung, die vom Ort und der Richtungsangabe der Hauptsteuerung abweicht)
- Auftreten einer nicht behebbaren Systemstörung

Bezüglich ETCS wird GW ATP als Klasse-B-System (Class B-System) geführt.